# Albefeuille-Lagarde
 Albefeuille-Lagarde  es una población y comuna francesa en la región de Mediodía-Pirineos, departamento de Tarn y Garona, en el distrito de Castelsarrasin y cantón de Castelsarrasin-2.

## Demografía
| 505 | 549 | 578 | 601 | 632 | 644 |
| Para los censos de 1962 a 1999 la población legal corresponde a la población sin duplicidades (Fuente: INSEE [Consultar]) |     |     |     |     |     |